# Erik Sandegren (ingenjör)
Erik Johan Ragnar Sandegren, född 7 juli 1921 i Stockholm, död där 9 juli 2006, var en svensk väg- och vattenbyggnadsingenjör.
Sandegren, som var son till filosofie doktor Ragnar Sandegren och Iris Åhsberg, avlade studentexamen i Djursholm 1940, reservofficersexamen 1943 och utexaminerades från Chalmers tekniska högskola 1946. Han blev ingenjör vid Domänstyrelsens skogstekniska byrå 1946, vid Järnvägsstyrelsens bantekniska byrå 1951, byråingenjör 1953, byrådirektör 1956, avdelningsdirektör 1961 och var överingenjör vid Statens Järnvägars centralförvaltnings banavdelning från 1964. Han blev kapten i Väg- och vattenbyggnadskåren 1958. Han författade en rad skrifter i geoteknik. År 1969–1970 var han ordförande i Svenska Geotekniska Föreningen, SGF. Sandegren är gravsatt i minneslunden på Lidingö kyrkogård.